# Verkiezingen voor het Europees Parlement 1984/Kandidatenlijst/D66
Hieronder volgt de kandidatenlijst voor de Europese Parlementsverkiezingen 1984 van D'66.

## De lijst
1. Doeke Eisma
2. P.C.A. van Tets
3. Johanna Boogerd-Quaak
4. S. Schaap
5. K.J.R. Klompenhouwer
6. A.A. Manten
7. W. de Jong
8. Thom de Graaf
9. W.P. Uerz
10. A.H. van Wijk
11. J. Drenten
12. Roger van Boxtel
13. A.F. de Man
14. W.Q.H. Colin
15. J.C.H.G. Hendriks
16. C.J. Bruring